# Gudalji
 Gudalji  falu Horvátországban, a Károlyváros megyében. Közigazgatásilag Ozalyhoz tartozik.

## Fekvése
Károlyvárostól 33 km-re, községközpontjától 20 km-re északnyugatra, a Zsumberki-hegységben  a szlovén határ közelében  fekszik.

## Története
A falunak 1910-ben még 33 lakosa volt. A trianoni békeszerződésig Zágráb vármegye Jaskai járásához tartozott. 
2011-ben mindössze egy családi háza és 1 lakosa volt. A radatovići plébániához tartozott.

## Lakosság
| Lakosság változása | Lakosság változása | Lakosság változása | Lakosság változása | Lakosság változása | Lakosság változása | Lakosság változása | Lakosság változása | Lakosság változása | Lakosság változása | Lakosság változása | Lakosság változása | Lakosság változása | Lakosság változása | Lakosság változása | Lakosság változása |
| ------------------ | ------------------ | ------------------ | ------------------ | ------------------ | ------------------ | ------------------ | ------------------ | ------------------ | ------------------ | ------------------ | ------------------ | ------------------ | ------------------ | ------------------ | ------------------ |
| 1857               | 1869               | 1880               | 1890               | 1900               | 1910               | 1921               | 1931               | 1948               | 1953               | 1961               | 1971               | 1981               | 1991               | 2001               | 2011               |
| 0                  | 0                  | 0                  | 0                  | 33                 | 0                  | 0                  | 0                  | 37                 | 36                 | 23                 | 22                 | 8                  | 4                  | 1                  | 1                  |